# س. إيباثا ماركرسون
س. إيباثا ماركرسون (بالإنجليزية: S. Epatha Merkerson)‏ هي ممثلة أمريكية، ولدت في 28 نوفمبر 1952 بساغيناو في الولايات المتحدة.

## أعمال

### أفلام
- (1990) نيفي سيلز
- (1999) قلوب عشوائية[5]
- (2009) أم وطفل[6]
- (2012) لينكون[7]

### مسلسلات
- ذا غود وايف
- شيكاغو ميد
- قانون ونظام

## ترشيحات
- جائزة توني لأفضل ممثلة مسرحية [الإنجليزية]‏ (2008)
- جائزة توني لأفضل ممثلة بارزة في مسرحية [الإنجليزية]‏ (1990)

## وصلات خارجية
- س. إيباثا ماركرسون على موقع IMDb (الإنجليزية)
- س. إيباثا ماركرسون على موقع ألو سيني (الفرنسية)
- س. إيباثا ماركرسون على موقع ميوزك برينز (الإنجليزية)
- س. إيباثا ماركرسون على موقع أول موفي (الإنجليزية)
- س. إيباثا ماركرسون على موقع قاعدة بيانات برودواي على الإنترنت (الإنجليزية)
- س. إيباثا ماركرسون على موقع قاعدة بيانات الأفلام السويدية (السويدية)
- س. إيباثا ماركرسون على موقع إن إن دي بي (الإنجليزية)
- س. إيباثا ماركرسون على موقع قاعدة بيانات الفيلم (الإنجليزية)
- س. إيباثا ماركرسون على موقع كينوبويسك (الروسية)